# Oxystophyllum elmeri
Oxystophyllum elmeri är en orkidéart som först beskrevs av Oakes Ames, och fick sitt nu gällande namn av Mark Alwin Clements. Oxystophyllum elmeri ingår i släktet Oxystophyllum och familjen orkidéer.
Artens utbredningsområde är Filippinerna. Inga underarter finns listade i Catalogue of Life.